# Ruské Pole
Ruské Pole, česky dříve také Urmezijovo, ukrajinsky Руське Поле, maďarsky Úrmező, je obec v ťačivském městském společenství, v okrese Ťačiv, v Zakarpatské oblasti na Ukrajině. V roce 2001 zde žilo 4344 obyvatel.

## Historie
Do uzavření Trianonské smlouvy byla obec součástí Uherska, poté byla součástí Československa, byl zde obecní notariát. V roce 1921 zde stálo 443 domů a žilo zde 1852 obyvatel, z toho 1472 Rusínů, 57 Maďarů a 316 Židů. Od 15. dubna 1939 byla obec součástí samostatného státu Karpatská Ukrajina; o několik dní později bylo Zakarpatí obsazeno maďarskými vojsky. Od roku 1945 byla součástí Ukrajinské sovětské socialistické republiky, která byla součástí SSSR. Od roku 1991 je součástí nezávislé Ukrajiny.